# Gregorio Payró
Gregorio Payró Armengol (n. 1818, Teapa, Tabasco, Nueva España, Imperio Español - 5 de agosto de 1890, Nueva Orleans, Luisiana, Estados Unidos) Fue un político mexicano que nació en Teapa, en el estado mexicano de Tabasco, y llegó a ocupar cargos políticos importantes como diputado por Tabasco al Congreso Constituyente de 1857 y Gobernador Constitucional del estado de Tabasco.

## Primeros años
Gregorio Payró, fue hijo del señor Francisco Payró y de la señora Josefa Armengol. Realizó sus estudios primarios en la ciudad de Nueva Orleáns. Obtuvo su título profesional de médico cirujano en la Universidad de La Habana, Cuba. Posteriormente viajó a París en donde estudió un doctorado en medicina en 1846.

## Gobernador de Tabasco
Gregorio Payró fue declarado gobernador constitucional de Tabasco, por el Congreso local el 30 de noviembre de 1850, tomando posesión del cargo el 5 de noviembre, sin embargo, lo comenzó a ejercer hasta el 15 de diciembre de ese mismo año. Durante su corta gestión, el congreso del estado promulgó el 24 de diciembre de 1850 la ley reglamentaria para la administración de justicia.
El 2 de enero de 1851 el pueblo de San Antonio de los Naranjos fue elevado a la categoría de villa con el nombre de Villa de San Antonio de Cárdenas en honor a su fundador el presbítero José Eduardo de Cárdenas y Romero, diputado por Tabasco en las Cortes de Cádiz en 1811.
Debido a problemas políticos y económicos surgidos en el estado, Gregorio Payró solicitó licencia a la Diputación Permanente para separarse del cargo por un mes, pretextando atender asuntos particulares, entregando el mando al vicegobernador Joaquín Cirilo de Lanz el 1 de mayo de 1851. Sin embargo, el 30 de mayo solicitó ante la Diputación Permanente del Congreso local su renuncia definitiva, fundándola en la "incompatibilidad en el desempeño de su carrera médica abandonada hacia seis meses...". El Congreso del estado no aceptó su renuncia y en cambio le dio tres meses más de licencia, pero el 19 de septiembre de ese año terminó aceptando su renuncia.

## Otros cargos
En 1856 fue elegido como diputado por Tabasco al congreso constituyente de 1857, en donde por instrucciones del entonces gobernador José Víctor Jiménez, gestionó que le fueran devueltos al estado los territorios de Huimanguillo, Balancán, Montecristo, Tenosique, y El Carmen que pertenecían a Tabasco, y que le fueron arrebatados al crearse los territorios de Tehuantepec y de El Carmen. Logrando que le fueran devueltos a Tabasco Huimanguillo, Balancán, Montecristo, y Tenosique.

## Fallecimiento
Después de concluir su encomienda como diputado, Gregorio Payró se retiró a la vida privada, radicando unos meses en Teapa. Nunca se casó. Posteriormente, regresó a Nueva Orleans, USA, donde falleció el 5 de agosto de 1890.